# Kreis Tét
Der Kreis Tét (ungarisch Téti  járás) ist ein Kreis im Süden des Komitats Komitats Győr-Moson-Sopron. Er grenzt im Süden an das Komitat Veszprém, im Westen bildet der Kreis Csorna die Grenze, im Norden und Osten der Kreis Győr.

## Geschichte
Der Kreis entstand während der Verwaltungsreform Anfang 2013 aus dem Vorläufer, dem Kleingebiet Tét (ungarisch Téti kistérség). Von den 19 Gemeinden des Kleingebiets wurden 2 Gemeinden dem Kreis Csorna und 3 dem Kreis Győr zugeordnet.

## Gemeindeübersicht
Der Kreis Tét hat  eine durchschnittliche Gemeindegröße von 1.038 Einwohnern auf einer Fläche von 19,47 km². Die Bevölkerungsdichte des kleinsten und bevölkerungsärmsten Kreises beträgt etwa die Hälfte des Komitatswertes. Der Kreissitz befindet sich in der Stadt Tét, im Zentrum des Kreises gelegen.
| Gemeinde        | Status   | Herkunft Kleingebiet | Einwohnerzahl | Einwohnerzahl | Einwohnerzahl | Fläche (km²) | Bevölkerungs- dichte (Ew./km²) |
| Gemeinde        | Status   | Herkunft Kleingebiet | 01.10.2011    | 01.01.2013    | 01.01.2016    | 01.01.2016   | Bevölkerungs- dichte (Ew./km²) |
| --------------- | -------- | -------------------- | ------------- | ------------- | ------------- | ------------ | ------------------------------ |
| Árpás           | Gemeinde | Tét                  | 259           | 265           | 255           | 14,26        | 17,9                           |
| Csikvánd        | Gemeinde | Tét                  | 454           | 455           | 468           | 14,53        | 32,2                           |
| Felpéc          | Gemeinde | Tét                  | 836           | 829           | 870           | 22,47        | 38,7                           |
| Gyarmat         | Gemeinde | Tét                  | 1.279         | 1.265         | 1.308         | 22,45        | 58,3                           |
| Gyömöre         | Gemeinde | Tét                  | 1.242         | 1.262         | 1.212         | 20,49        | 59,2                           |
| Győrszemere     | Gemeinde | Tét                  | 3.251         | 3.297         | 3.298         | 33,11        | 99,6                           |
| Kisbabot        | Gemeinde | Tét                  | 219           | 213           | 216           | 6,10         | 35,4                           |
| Mérges          | Gemeinde | Tét                  | 79            | 84            | 85            | 6,51         | 13,1                           |
| Mórichida       | Gemeinde | Tét                  | 826           | 818           | 813           | 32,30        | 25,2                           |
| Rábacsécsény    | Gemeinde | Tét                  | 577           | 604           | 565           | 15,68        | 36,0                           |
| Rábaszentmihály | Gemeinde | Tét                  | 495           | 492           | 479           | 10,97        | 43,7                           |
| Rábaszentmiklós | Gemeinde | Tét                  | 133           | 135           | 132           | 5,01         | 26,3                           |
| Szerecseny      | Gemeinde | Tét                  | 810           | 801           | 770           | 12,38        | 68,6                           |
| Tét             | Stadt    | Tét                  | 3.954         | 4.023         | 4.062         | 56,36        | 72,1                           |
| Kreis Tét       |          |                      | 14.414        | 14.543        | 14.533        | 272,62       | 53,3                           |